# Epizeuxis calvarialis
Epizeuxis calvarialis là một loài bướm đêm trong họ Noctuidae.